# Kazimierz Świątek
Kazimierz Cardinal Świątek (Belarusian: Казімір Свёнтак, Kazimir Sviontak; 21 tháng 10 năm 1914 - 21 tháng 7 năm 2011) là giám mục của Giáo hội Công giáo người Ba Lan. Ông là người được biết đến nhiều vì đã chống lại chủ nghĩa Cộng sản Liên Xô thời Chiến tranh Lạnh và vì sự phục vụ của ông ở Minsk, Belarus. Ông được phong Hồng Y khi làm Tổng Giám mục của Thủ đô Minsk-Mohilev, và là Giám quản Tông Tòa của Pinsk.

## Cuộc đời
Kazimierz Cardinal Świątek được sinh ra với cha mẹ là người Ba Lan tại đô thị Walk, đô thị ngày nay là Valga, Estonia. Gia đình ông bị trục xuất đến Siberia trong cuộc Cách mạng Nga. Cha của ông đã chết trong chiến tranh Ba Lan-Liên Xô. Ông đã sống ở Ba Lan độc lập một mình từ năm 1922. Sau khi hoàn thành nghiên cứu triết học và thần học tại chủng viện ở Pinsk, Świątek được thụ phong linh mục vào năm 1939, và sau đó được gửi đến giáo xứ Pruzhany để thi hành mục vụ.
Giáo hoàng Gioan Phaolô II năm 1991 bổ nhiệm ông làm Tổng Giám mục của Minsk-Mohilev Giám Quản của Pinsk. Ngày 26 tháng 11 năm 1994 ông được phong Hồng Y
Ngày 26 tháng 11 năm 1994, Ông được bầu làm Chủ tịch đầu tiên của Hội đồng Giám mục Công giáo Belarus.
Vào tháng 7 năm 2006, Świątek, khi Kazimierz Cardinal Świątek 91 tuổi, ông từ chức vì lý do tuổi tác và sức khỏe giảm sút. Giáo hoàng Benedict XVI chấp nhận nhưng ông vẫn là Giám quản Tông tòa của Pinsk cho đến ngày 30 tháng 6 năm 2011.